# Bodza
Bodza és un poble i municipi d'Eslovàquia que es troba a la regió de Nitra, al sud-oest del país. El 2022 tenia una població estimada de 388 habitants.

## Demografia
| Godina             | 1994 | 2004   | 2014   | 2024 |
| ------------------ | ---- | ------ | ------ | ---- |
| Nombre de persones | 341  | 355    | 372    | 372  |
| Diferència         |      | +4,10% | +4,78% | +0%  |

| Godina             | 2023 | 2024 |
| ------------------ | ---- | ---- |
| Nombre de persones | 372  | 372  |
| Diferència         |      | +0%  |